# Rohan Ince
Rohan Ince, né le 8 novembre 1992 à Whitechapel au Royaume-Uni, est un footballeur international montserratien. Il évolue au poste de milieu défensif ou de défenseur central à Woking.

## Biographie
Il est cousin éloigné de Paul Ince et le neveu d'Eric Young.
Le 1er juillet 2014, il signe à faveur de Brighton & Hove Albion.
Le 1er février 2016, il est prêté à Fulham.
Le 31 janvier 2017, il est prêté à Swindon Town
Le 25 août 2017, il est prêté pour une saison à Bury.

## Palmarès
- Champion de League One (D3) en 2012 avec Charlton Athletic